# Lucien Herr
Lucien Herr (Paris, 17 de janeiro de 1864 — Paris, 18 de maio de 1926) foi um intelectual francês, bibliotecário da École Normale Supérieure de Paris, e mentor de vários políticos e escritores socialistas conhecidos, incluindo Jean Jaurès e Charles Péguy. Ele foi um dos principais estrategistas da causa Dreyfus (buscando anular a condenação injusta por traição do capitão Alfred Dreyfus).

## Vida e carreira
Herr formou-se na École Normale Supérieure em 1886 com uma agrégation em filosofia. Ele então se candidatou com sucesso a um cargo de bibliotecário na universidade. Ele manteve essa posição de 1888 até o fim de sua vida.
Na esteira da chamada Crise de Boulanger, Herr se juntou a grupos socialistas reformistas, primeiro a Federação dos Trabalhadores Socialistas da França (FTSF) em 1889 e depois o Partido Socialista Revolucionário dos Trabalhadores (POSR). Diante de uma derrubada iminente, eles o impressionaram por seu compromisso com a república, combinado com a ameaça de uma greve geral. Nessa época, Herr também teria convertido o inicialmente moderadamente republicano Jean Jaurès ao socialismo, mostrando-lhe que o socialismo é o resultado lógico das convicções republicanas.
Por ocasião do caso Dreyfus, Herr tratou do "anti-Dreyfus" Maurice Barrès em La Revue blanche de 15 de fevereiro de 1898; como sua família decidiu emigrar para a França depois que a Alsácia-Lorena foi anexada ao Reich alemão, ele também alegou ser "um desenraizado". Herr também reuniu os intelectuais "Dreyfus" Émile Zola, Georges Clemenceau, Jean Jaurès, Bernard Lazare, Auguste Scheurer-Kestner e Charles Péguy. Ele organizou uma petição em favor do capitão Dreyfus, publicada em le Temps em 15 de janeiro de 1898, e foi um dos fundadores da Liga para a Defesa dos Direitos Humanos e Civis em 1898, da qual foi membro até sua morte.
Em 1904, ele co-fundou o jornal diário l'Humanité, cujo título ele escolheu, e favorecido por seu intenso trabalho militante dentro do "Grupo de Unidade Socialista", que terminou em abril de 1905 no Congresso do Globo e na criação da Seção Francesa da Internacional dos Trabalhadores (SFIO).
O pacifista convicto ficou profundamente chocado com a eclosão da guerra em 1914. Após a Primeira Guerra Mundial, Herr esteve envolvido no restabelecimento do intercâmbio intelectual com a Alemanha e, a partir de 1920, foi contratado para negociar em Berlim sobre a retomada das entregas às bibliotecas francesas.
No Congresso de Tours em 1920, que terminou com a divisão da SFIO e a criação do Partido Comunista Francês (PCF), Herr foi um dos redatores de discursos para a declaração final de Léon Blum, expressando grande tristeza pela divisão em um movimento que o próprio Herr havia feito tanto para unificar.
Em 1916, assumiu a gestão do Museu Educacional, antepassado do INRP. Ele permaneceu lá até sua morte em 1926. Herr está enterrado no cemitério de Grosrouvre.

## Influência
Léon Blum, o primeiro primeiro-ministro socialista da França, descreveu o impacto intelectual de Herr assim: "A força de Herr, sua força verdadeiramente incrível e única - pois nunca a notei em nenhum outro no mesmo grau - era essencialmente esta: nele, a convicção se tornou evidência. Para ele, a verdade foi concebida com um poder tão completo, tão tranquilo que foi comunicado sem esforço e com facilidade ao seu interlocutor. A possibilidade de discussão parecia ser posta de lado. De todo o seu ser emanava esta garantia: 'Sim, acho isso, acho aquilo. É absolutamente impossível para um indivíduo de uma certa qualidade não pensar ou acreditar. E você perceberia que pensava ou acreditava como ele. (Léon Blum, Souvenirs sur l'Affaire. Paris, Gallimard, 1981; publicado pela primeira vez em 1935).